# Batad
Batad es un municipio filipino de quinta clase, perteneciente a la provincia de Iloílo, en las Bisayas Occidentales. En 2020, tenía censados 22 157 habitantes.